# Вознесенка (Сладковский район)
Вознесенка — деревня в Сладковском районе Тюменской области России. Входит в состав Маслянского сельского поселения.

## История
До 1917 года входила в состав Маслянской волости Ишимского уезда Тюменской губернии. По данным на 1926 год состояла из 61 хозяйства. В административном отношении входила в состав Станиченского сельсовета Сладковского района Ишимского округа Уральской области.

## Население
| 2010 |
| ---- |
| 25   |

По данным переписи 1926 года в деревне проживало 344 человека (169 мужчин и 175 женщин), в том числе: русские составляли 95 % населения, украинцы — 3 %.
Согласно результатам переписи 2002 года, в национальной структуре населения русские составляли 83 % из 55 чел.